# Egyptens evangeliska kyrka
Egyptens evangeliska kyrka (El-Kanisah El-Injiliyah) är Egyptens största protestantiska trossamfund, med omkring en kvarts miljon medlemmar i över 300 församlingar.

## Historia
1854 började amerikanska presbyterianer missionsverksamhet i Egypten. 1894 grundades Nilsynoden som 1926 blev till Egyptens evangeliska kyrka. Den blev gradvis mer och mer autonom och 1958 klippte man alla organisatoriska band med moderkyrkan United Presbyterian Church of North America. 1963 upptogs man som medlem av Kyrkornas världsråd och 1972 var man med om att bilda Middle East Council of Churches.
Den evangeliska kyrkan tillhör även World Communion of Reformed Churches, bildad 2010.